# NGC 7677
NGC 7677 је спирална галаксија у сазвежђу Пегаз која се налази на NGC листи објеката дубоког неба.
Деклинација објекта је + 23° 31' 53" а ректасцензија 23h 28m 6,1s. Привидна величина (магнитуда) објекта NGC 7677 износи 13,1 а фотографска магнитуда 13,9. Налази се на удаљености од 50,465 милиона парсека од Сунца. NGC 7677 је још познат и под ознакама UGC 12610, MCG 4-55-15, MK 326, IRAS 23256+2315, KCPG 584B, KUG 2325+232, VV 619, CGCG 476-43, PGC 71517.